# Once a Warrior - Always a Warrior
|  | Denne artikel er oprettet af botten PalnaBot ud fra en ekstern database. Den kan derfor have sproglige fejl eller mangler. Denne skabelon kan fjernes efter kontrol af indholdet. |

Once a Warrior - Always a Warrior er en dokumentarfilm instrueret af Louis Gretlund, Frederik Lauridsen efter manuskript af Louis Gretlund, Frederik Lauridsen.

## Handling
Filmen er et portræt af manden Tony Lundberg, der har dedikeret hele sit liv til Bruce Lee og kampkunst. Filmen fortæller om den ekstreme idoldyrkelses op og nedture.